# Крсто Бајић
Крсто Бајић (Беране, 12. септембар 1919 — Негбина, код Нове Вароши, 23. август 1944) био је учесник Народноослободилачке борбе и народни херој Југославије.

## Биографија
Рођен је 12. септембра 1919. у Беранама у породици Вуке Бајића, чиновника и официра Црногорске војске, који је није био присталица уједињења са Србијом 1918, због чега је отпуштен из службе. Вуко је имао троје деце — синове Крсту и Мојсија (1924—1942) и ћерку Христину. Основну школу и гимназију Крсто је завршио у родном месту. Током школовања заволео је литературу и доста читао. У шестом разреду је почео да се дружи са члановим омладинског револуционарног покрета и да учествује у њиховим акцијама, које је организовала илегална Комунистике партије Југославије (КПЈ). Због учешћа у омладинском покрету, био је привођен више пута, али није извођен пред суд.
Године 1939. уписао је Филозофски факултет у Београду, где се активно укључио у студентски револуционарни покрет и активно учествовао у његовим акцијама. Иако по природи миран и повучен, био је бунтовни борац против неправде и експлоатације. Услед значајне активности у студенстком покрету, почетком 1941. примљен је у чласнтво КП Југославије. Након окупације Југославије, вратио се у родно место, где је активно учествовао у припремама оружаног устанка. Окупљао је омладину, коју је ангажовао у рад на прикупљању оружја и другим акцијама. Јула 1941. у току Тринаестојулског устанка био је борац Беранског герилског одреда, са којим је учествовао у нападу на Беране, као и другим акцијама.
Новембра 1941. као добровољац ступио је у Комски батаљон Црногорског НОП одред, са којим је учествовао у нападу на Пљевља, 1. децембра 1941. године. Током ове борбе заједно са Војом Масловарићем, нападао је на непријатеља, који се утврдио у згради жандармеријске станице. Након неуспеха ове акције, заједно са 60 добровољаца из батаљона, ступио је 21. децембра 1941. у Први ловћенски батаљон Прве пролетерске бригаде. Био је најпре борац, а потом делегат вода, политички комесар чете и политички комесар батаљона.
Учествовао је многим борбама Прве пролетерске бригаде — од борби у источној Босни, током Друге непријатељске офанзиве, почетком 1942; преко учешћа у походу пролетерских бригада у Босанску крајину, у јесен 1942; борби у Четвртој непријатељској офанзиви, у зиму и у Петој непријатељској офанзиви, у лето 1943, до поновних борби у западној Босни. Поред учешћа у борбама, активно се бавио политички радом у батаљону, па су на његову иницијативу основана батаљонска библиотека, а књиге су набављене у првим ослобођеним градовима. Покренуо је и четне зидне новине, а касније и батаљонски лист, који је илустровао један омладинац из Сарајева. Овај лист излазио је у најтежим тренутцима офанзива, све до битке на Сутјесци.
Јуна 1944. пребачен је Трећу крајишку ударну бригаду, где је примио дужност политичког комесара Треће крајишке ударне бригаде. Са овом бригадом, која је била у саставу Прве пролетерске дивизије, у лето 1944. учествовао је у бици за Србију. Током борби Треће крајишке бригаде, са четницима на Златибору, погинуо је 23. августа 1944. код села Негбина. У тренутку погибије имао је чин мајора НОВЈ.
Указом Председништва Антифашистичког већа народног ослобођења Југославије (АВНОЈ) 13. марта 1945. проглашен је за народног хероја. Истог дана Орденом народног хероја одликовани су Ђуран Ковачевић и Мирко Роквић Шоша борци Треће крајишке бригаде.
У току рата, као борац Првог батаљона Прве пролетерске ударне бригаде, погинуо је октобра 1942. код Кључа његов млађи брат Мојсије Мојсо Бајић (1924—1942), који је  био истакнути учесник Народноослободилачког покрета у Полимљу.